# أندي كونيل
أندي كونيل (بالإنجليزية: Andy Connell) هو ملحن وعازف بيانو بريطاني، ولد في 11 سبتمبر 1961 في مانشستر في المملكة المتحدة.

## وصلات خارجية
- الموقع الرسمي
- أندي كونيل على موقع IMDb (الإنجليزية)
- أندي كونيل على موقع ميوزك برينز (الإنجليزية)
- أندي كونيل على موقع ديسكوغز (الإنجليزية)